# Poppon de Thuringe
Poppo Ier (né en 790 et mort vers 839/841) est un comte du Grapfeld issu de la famille des Robertiens.
Il est le fils d'Heimrich et donc le descendant de Robert Ier de Hesbaye.
Il fut, avec Gebhard, comte du Lahngau , Adalbert de Metz et l'archevêque Odgar de Mayence, un des chefs de l'opposition à la révolte de Louis le Germanique contre l'empereur Louis le Pieux .
Il est le père d'Henri de Babenberg , de Poppo II et d'Egino et le fondateur de la dynastie des Popponides.